# Сахацкий, Антон Николаевич
Антон Николаевич Сахацкий (1785 — после 1860) — участник Отечественной войны 1812 года, майор, кавалер Ордена Святой Анны 4-й степени. Родоначальник династии офицеров Российской императорской армии.

## Биография
А. Н. Сахацкий родился в 1785 году. Происходил он из польских дворян (ГАТО, дело № 3649 ф.645, оп.1) Гродненской губернии и уезда, католического вероисповедания.
В 1803 году поступил унтер-офицером на службу в Муромский пехотный полк, куда ранее поступил его старший брат Михаил, а позже — младший брат Франц.
Сахацкий А. Н. участвовал в 1805—1807 гг. в составе корпуса генерала от кавалерии Беннигсена в сражениях с наполеоновскими войсками под Пултуском, Прейсиш-Эйлау, под Фридландом. В 1808 году Антону Николаевичу было присвоено первое офицерское звание прапорщика, а в 1812 году — поручика.
В Отечественной войне 1812 года он участвовал в сражениях под Витебском, под Смоленском, под деревней Заболотье (бой у Валутиной горы).
Участвовал в Бородинском сражении, где при защите Семеновских флешей был ранен. За отличие в этом сражении награждён орденом Св. Анны 4 степени.
В марте 1813 года после лечения возвратился в полк. 4 мая 1818 года высочайшим приказом штабс-капитану Сахацкому присвоено звание капитана. В 1820 году Антон Николаевич подал прошение на увольнение за ранами и 27 февраля 1820 года по высочайшему приказу был уволен майором с мундиром (с правом ношения военной формы) и пансионом полного содержания.
В 1824 году по высочайшему повелению Антон Николаевич Сахацкий был определён разъездным смотрителем верховьев Волги в 6 дистанцию с центром в селе Медведицкое Кашинского уезда (РГИА Ф. 207 Оп. 10 Д. 2443 ). Там же в 1832 женился, все его сыновья впоследствии связали жизнь с военной службой и стали офицерами, внуки также продолжили династию офицеров Российской армии.
Прослужив разъездным смотрителем более 14 лет, Антон Николаевич по прошению вышел в 1838 году в отставку. В этом же году он обратился в Тверское дворянское собрание о внесении его и детей в Родословную книгу на основе военного дворянства, приобретенного чином военной службы. В 1846—1847 гг. Антон Николаевич избирался заседателем в уездный суд г. Кашина. В 1852 году Антон Николаевич проживал в Москве у брата в Красном селе, а в 1859—1860 гг. он жил в своем доме в Москве за Калужской заставой.
К этому времени ему было 75 лет, дальнейшие сведения о нём не найдены.

## Семья
Жена — Варвара Васильевна Балкашина (дев. Мансурова, по первому мужу - Габбе)(ок.1800 - ок.1869) из тверских дворян (по другим данным - девица, дочь тверского дворянина капитана Василия Ивановича Балкашина.)
Общие дети:
Николай 1833 г.р. — капитан;
Василий 1835 г.р. — майор;
Екатерина 1836 г.р.
Александр 1838 г.р.-- подполковник;
Алексей 1839 г.р. — генерал-майор;
Павел 1842 г.р.- генерал-майор;
Владимир 1845 г.р. — подполковник.